# Речицкий метизный завод
ОАО «Речицкий метизный завод» (бел. ААТ «Рэчыцкі метызны завод») – предприятие по производству металлических крепёжных изделий, расположенное в городе Речица (Гомельская область, Беларусь). Считается крупнейшим производителем металлических крепёжных изделий в Беларуси.

## История
Лицензия на работу парового гвоздильно-проволочного завода была получена в 1911 году братьями Борисом и Владимиром Рикком, которые использовали корпуса и железнодорожную ветку лесопильного завода Залкинда (куплен в 1910 году). Братья инвестировали в производство, закупив немецкие станки. К концу 1912 года численность работников завода составила 28 человек, завод производил 40 пудов гвоздей в сутки, а 1913 году – 100 пудов в сутки. В годы Первой мировой войны завод производил колючую проволоку, а также крупные гвозди для монтирования понтонов. В 1917 году для расширения производства был построен новый двухэтажный корпус шурупного цеха, оборудование для которого закупили в США. В 1919 году завод был национализирован, однако Борис Рикк ещё несколько лет оставался работать на заводе. В 1922 году (по другой информации, завод был переименован в «Интернационал» в 1927 году, а до этого назывался «Приднепровский») завод переименован в завод «Интернационал», с 1926 году подчинялся Белорусскому металлотресту. В 1932 году завод был передан в подчинение Наркомату тяжёлой промышленности СССР. К концу 1930-х годов на заводе действовали шурупный, гвозильный и тарный цеха, проволочное и машинное отделения, объёмы производства достигали 40 тысяч пудов гвоздей в год, производились также товарная проволока, шурупы, матрацы и железные кровати. В 1941 году на заводе работало 414 человек. На 22 июня 1941 года назывался Речицким проволочно-гвоздильным заводом «Интернационал», входил в состав Республиканского треста метизной промышленности «Белметизтрест». В годы Великой Отечественной войны завод был эвакуирован в Горький, на завод «Красная Этна» (по другой информации, в Барнаул и Бийск).
В декабре 1943 года после освобождения Речицы началась работа по восстановлению завода. В 1945 году завод выпустил 1 тысячу тонн гвоздей и шурупов. В 1946 году преобразован в Речицкий гвоздильный завод «Интернационал», в 1947 году передан в Республиканский трест металлообрабатывающей промышленности «Белметаллотрест». В 1957 году на заводе работало 477 человек. В 1959 году преобразован в Речицкий метизный завод. В 1963 году в целях развития специализации завода производство товаров народного потребления было передано обществу слепых, а на освободившихся площадях было начато производство шплинтов и пружинных шайб. В 1965 году передан в подчинение Всесоюзного производственного объединения «Союзметиз» Министерства чёрной металлургии СССР, в 1980 году – в подчинение Главного управления метизной промышленности того же министерства. В 1969 году на заводе работало около 1 тысячи человек. В 1976 году завод произвёл 43 тысяч тонн проволоки, 22 тысячи тонн гвоздей, 20 тысяч тонн крепежа (в т.ч. 8 тысяч тонн винтов и шурупов).
В 1991 году завод передан в подчинение Государственного комитета Республики Беларусь по промышленности и межотраслевым производствам (впоследствии – Министерство промышленности Республики Беларусь). В 2000 году преобразован в Республиканское унитарное предприятие (РУП), в 2011 году – в открытое акционерное общество (ОАО). В советский период завод был ориентирован на катанку, которая производилась Криворожским металлургическим заводом, но в период независимости завод переориентировался на заготовки расположенного поблизости Белорусского металлургического завода. По состоянию на 2001 год в структуре завода было 5 основных цехов (стелпроволочный, крепёжный, специальных крепёжных изделий, гвоздильный, товаров народного потребления) и 3 дополнительных (автоцех, подготовки производства и инструментальный). Экспорт продукции в 2006 году составил 42 миллиона долларов; по расчётам руководства завода, РМЗ занимал 15-20% рынка крепёжных изделий Австрии, Германии, Италии, Франции. В 2010-е годы до 80% продукции экспортировалось. С 2012 по 2024 год завод входил в состав холдинга «Белорусская металлургическая компания». По состоянию на 2016 год других акционеров у ОАО «Речицкий метизный завод» не было.

## Современное состояние
За 2022 год выручка завода составила 395,2 млн рублей (около 120 млн долларов), чистая прибыль – 1 млн рублей (около 0,3 млн долларов). 49,34% выручки было получено от реализации крепёжных изделий, 25,86% – от реализации изделий из проволоки, 18,13% – от реализации проволоки. По состоянию на 1 января 2023 года среднесписочная численность работников завода составила 2037 человек.
По состоянию на 2025 год завод производит саморезы, болты, гайки, гвозди, дюбельную технику, винты, шурупы, скобы, шпильки, заклёпки, шплинты, оси, проволоку.

## Награды
- Лауреат премии Правительства Республики Беларусь за достижения в области качества 2024 года.